# Wapen van Albrandswaard

Het wapen van Albrandswaard werd bij Koninklijk besluit van 6 november 1985 toegekend aan de gemeente Albrandswaard. Het wapen bestaat uit een deel van het wapen van Rhoon en een deel van het wapen van Poortugaal. 

## Blazoenering
De omschrijving van het wapen van Albrandswaard luidt: 
Ingehoekt gedeeld van goud en keel; in een schildhoofd van azuur 3 schildjes van zilver elk beladen met 5 koeken van azuur, geplaatst 2, 1 en 2. Het schild gedekt met een gouden kroon van 11 parels.

## Geschiedenis
Op 1 januari 1985 werden de voormalige gemeenten Rhoon en Poortugaal samengevoegd tot de nieuwe gemeente Albrandswaard. Voor het wapen van de nieuwe gemeente werden elementen de wapens van de beide voormalige gemeenten gebruikt. Van de vijf schildjes met de vijf sterren uit het wapen van Poortugaal werden er drie balksgewijs in een schildhoofd geplaatst, waarbij de sterren door bollen werden vervangen en de kleurstelling werd veranderd in blauw op wit. Deze kleurstelling is omgekeerd aan die van het wapen van Portugal tussen 1481 en 1910, waarop het wapen van Poortugaal gebaseerd lijkt te zijn. Ook de bollen zijn overeenkomstig met die in datzelfde wapen. Onder het schildhoofd vinden we het wapen van Rhoon terug, in een omgekeerde kleurstelling. De parelkroon is eveneens afkomstig van het wapen van Rhoon. 

## Verwante wapens

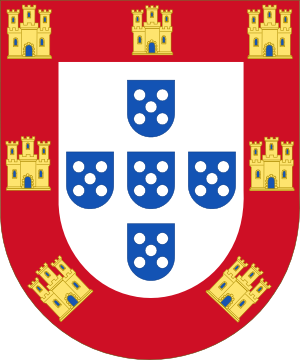
Het wapen van Portugal tussen 1481 en 1910
Het wapen van Rhoon
wapen van Poortugaal